# The Man Who Had Everything
The Man Who Had Everything és una pel·lícula muda de la Goldwyn Pictures dirigida per Alfred E. Green i interpretada per Jack Pickford i Lionel Belmore, entre d'altres. La pel·lícula, basada en un relat de Ben Ames Williams, es va estrenar l'octubre de 1920.

## Argument
Mark Bullway es un home ric, que posseeix unes drassanes però que se sent desesperat per les poques ganes de treballar que té el seu fill Harry, únicament interessat a passar-s'ho bé. La seva secretària, Prue Winn, està enamorada del jove desvagat però l'amor no és correspost. Un dia que pare i fill van en cotxe, Harry està apunt d'atropellar un home cec, Matt Sills. Harry li llença quatre improperis en resposta dels quals Sills li llença la maledicció dels captaires: “Que sempre tinguis tot allò que desitges!”.
Impressionat per les estranyes paraules de Sill, Mark cerca el consell del cec el qual li diu que la millor manera de reformar Harry i donar-li tot el que vulgui. Bullway segueix el consell del cec i sabent que el seu fill està enamorat de l'aventurera Leonore Pennell decideix aprovar la relació i donar-li tot el que demani. Passats quatre dies Leonore abandona Harry, cosa que fa que el jove s'adoni que ha estat malgastant la seva vida. Harry es reforma i accepta la feina a la fàbrica del seu pare i l'amor de Prue.

## Repartiment
- Jack Pickford (Harry Bullway)
- Lionel Belmore (Mark Bullway)
- Priscilla Bonner (Prue Winn)
- Shannon Day Sr. (Leonore Pennell)
- Alec B. Francis (Matt Sills)
- William Machin (Joel)